# Jean-Baptiste Van Moer
Pour les articles homonymes, voir Van Moer.
Jean-Baptiste Van Moer, né le 17 décembre 1819 à Bruxelles et mort le 6 décembre 1884 à Ixelles, est un artiste-peintre belge de l'école romantique, essentiellement connu pour ses vues de Venise et ses aquarelles représentant des quartiers de Bruxelles disparus lors du voûtement de la Senne.

## Biographie

### Premières années
Jean-Baptiste Van Moer, né en 1819 à Bruxelles, est le fils d'Henri Van Moer, tourneur sur bois, et de Catherine Loran. Il passe son enfance rue de l'Escalier, où il est né, puis rue d’Or, dans le quartier des Marolles. Longtemps, il doit aider son père et son frère dans leur activité de tourneur sur bois, avant de pouvoir donner libre cours à son goût pour les arts picturaux. Élève de François Bossuet à l'académie royale des beaux-arts de Bruxelles, il se consacre initialement à la représentation d'intérieurs et de paysages. Il poursuit ses études dans un atelier de la maison paternelle. Il expose aux Salons triennaux de Bruxelles à partir de 1842 où il présente son premier tableau intitulé Ruines de Villers. Il participe ensuite aux Salons de Gand (à partir de 1844), et d'Anvers (à partir de 1849). Il obtient, en 1845, une médaille de seconde classe pour Une partie de l'église de Hal exposée à Bruxelles.
Il débute dès lors une carrière laborieuse, partageant son temps entre les études et les premiers voyages, d'abord en France où il peint deux vues des quais de Seine, près de la porte d'Orsay et le quai Saint-Bernard, qu'il expose au salon d'Anvers de 1849. La critique est parfois sévère, comme en témoigne le commentaire laissé par un journaliste lorsque Van Moer participe, en 1849, à la première exposition de l'institut des beaux-arts de Bruxelles : « M. Van Moer, qui avait exposé d'assez jolies vues de villes au salon de 1848, a peint, dans un moment de distraction, une ville rose au pied d'un fleuve violet. Nous lui conseillons d'être plus vrai à l'avenir et de soigner davantage ses figures » .Grâce à la protection de Charles Le Hon, ministre plénipotentiaire de Belgique en France, et de son épouse Fanny Mosselman, Jean-Baptiste Van Moer, se rend à Paris où il décore leur hôtel particulier.

### Reconnaissance
En 1851, participe pour la première fois, au Salon de Paris, puis à celui de 1853, où il remporte une médaille de troisième classe, avant de présenter plusieurs œuvres : notamment Un corridor à Bruxelles et Un Atelier à Bruxelles à l'Exposition universelle de Paris de 1855 avec le soutien actif de l'ambassadeur de Belgique. La minutie de ses paysages y est remarquée par la reine Victoria qui lui commande plusieurs dessins. En 1856, il se rend en Italie, d'où il rapporte plusieurs, entre autres, de monumentales vues de Venise, dans le style de Canaletto, qu'il propose au Salon de 1861.

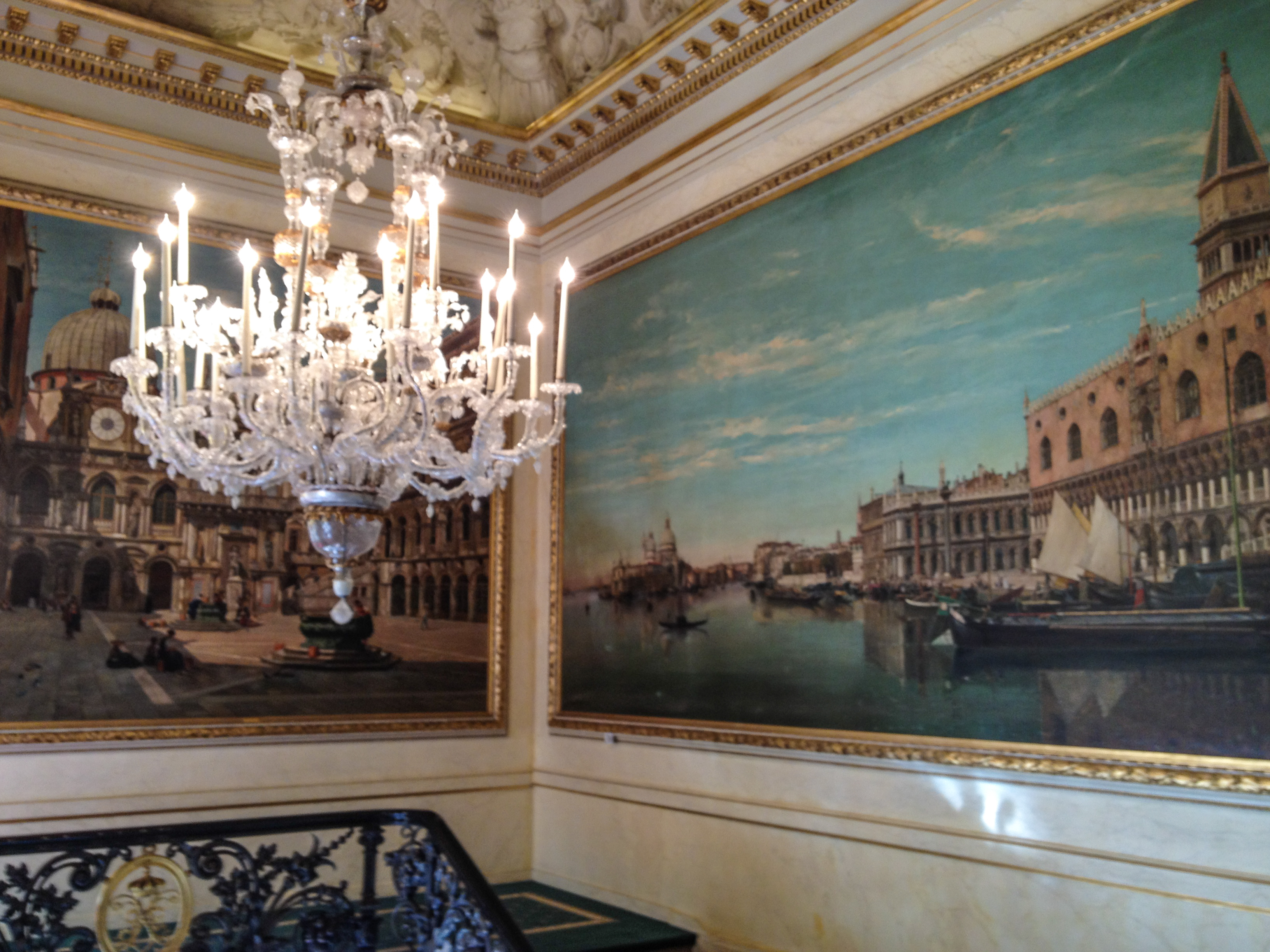
Escalier vénitien du palais royal de Bruxelles, orné des toiles de Van Moer (1867).

Il obtient une notoriété lui permettant désormais de voyager partout en Europe et au-delà : Espagne, Portugal, Dalmatie, Égypte, Syrie et Palestine. Ses voyages enrichissent sa palette et donnent une variété à sa production. Le roi Léopold II acquiert trois toiles représentant Venise en 1867 (Le quai des esclavons, La façade extérieure de l'église Saint-Marc et La cour du palais des doges), pour orner l'escalier vénitien du palais royal de Bruxelles. Cette commande royale, suivie par une autre en 1875 pour décorer le château de Ciergnon, assied sa réputation en tant que peintre spécialiste de Venise.
Bénéficiant de hautes protections dans le pays, Jean-Baptiste Van Moer abandonne son logement bruxellois, rue du Remorqueur, no 65, pour se faire construire à Ixelles un atelier et un pavillon en bordure du parc Léopold, rue Wiertz, no 59. Dans son atelier à haut plafond qui occupe tout l’étage de la maison, il se consacre désormais à reproduire les maisons du vieux Bruxelles, menacées de disparition par le projet du voûtement de la Senne. L’initiateur de ces travaux, le bourgmestre Jules Anspach, lui propose de décorer l'antichambre de l’hôtel de ville de quinze vues des quartiers appelés à disparaître. Pour s’assurer de l’exactitude des perspectives de ses paysages, il reproduit dans son atelier l’antichambre du cabinet du bourgmestre où elles seront ensuite placées. C’est cette œuvre, aussi précieuse pour l’art que pour l’histoire de la vieille ville, qui l’a rendu célèbre. Il reste le témoin privilégié, à l'instar des photographes Louis-Joseph Ghémar et Jean Théodore Kämpfe, des charmes de la ville avant le voûtement de la Senne qui la parcourait nonchalamment à la façon des canaux de Bruges.
Outre son œuvre peint à l'huile, Jean-Baptiste Van Moer a laissé un grand nombre de dessins et de croquis représentant des scènes de la vie quotidienne observées en Allemagne, et dans plusieurs villes françaises, portugaises, espagnoles et dalmates. Quant à ses aquarelles, elles couvrent le champ de lieux tels que les bords de la Moselle, Rouen, Cordoue, Séville, ou Split.

### Dernières années
Enthousiasmé par son travail, le bourgmestre de Bruxelles, Charles Buls, lui demande, au début des années 1880, de reproduire les monuments modernes du nouveau Bruxelles, dont il n'a laissé que des esquisses. Célibataire, Jean-Baptiste Van Moer meurt, inopinément à Ixelles, en son domicile rue Wiertz, no 59, au pied de son chevalet, à l'âge de 64 ans, le 6 décembre 1884. Après un service funèbre à l'église Saint-Boniface d'Ixelles, il est inhumé le 11 décembre au cimetière d'Ixelles.

## Accueil critique
Le critique d'art français Eugène Véron émet le jugement suivant lorsqu'il rédige la notice nécrologique consacrée à Jean-Baptiste Van Moer :

« Artiste d'un rare mérite et entièrement le fils de ses œuvres, Jean-Baptiste Van Moer est mort subitement [...] Il doit surtout sa notoriété aux vues de ville, qu'il traitait en dessinateur accompli. Comme peintre, il manquait d'enveloppe et péchait trop souvent par de la sècheresse , de la dureté. On a de lui de fort belles aquarelles. [...] C'était un parfait galant homme, mais d'une susceptibilité excessive. »

En 1884, la revue belge L'Art moderne apprécie la carrière de Van Moer en ces termes :

« Van Moer appartient au groupe déterminé, qui, le premier, osa substituer au genre épique et lyrique qu'avait fait naître la révolution de 1830, l'art familier, épris de vérité et d'humanité qui marque la tendance de la génération artistique actuelle. [...] C'est lui, qui, un des premiers en Belgique, osa s'aventurer sur cette route neuve dans laquelle tant d'artistes devaient plus tard creuser leurs ornières. Ce fut de sa part une audace que d'exposer , en 1851, un groupe de vieilles constructions croulantes, l'Ancienne Steenporte, alors que les architectures solennelles avaient seules la faveur. [...] Les vues du vieux Bruxelles que laisse Van Moer sont d'un intérêt puissant, tant au point de vue documentaire qu'à l'égard de l'époque bien déterminée qu'elles marquent dans l'histoire de l'art belge. »

Quant à Joost De Geest, il estime, en 2006 :

« Les quinze peintures murales que réalise Van Moer pour la salle d'attente de Jules Anspach, sont d'une [grande] envergure. Elles figurent les quartiers urbains condamnés à la démolition[...]. La reproduction quasi photographique des maisons et édifices est remarquable. Van Moer a l'art d'éclairer son sujet d'une manière convaincante. De plus, Van Moer est sensible à la vie quotidienne. Sa Porta della Carta, au palais royal de Bruxelles, est animée de personnages. Dans ses vues de Bruxelles, et du canal de Willebroeck, des œuvres de format plus réduit, il se positionne en authentique réaliste, dépeignant la ville telle quelle, et non pour faire impression, comme c'est le cas de la rayonnante Venise. »

## Œuvres

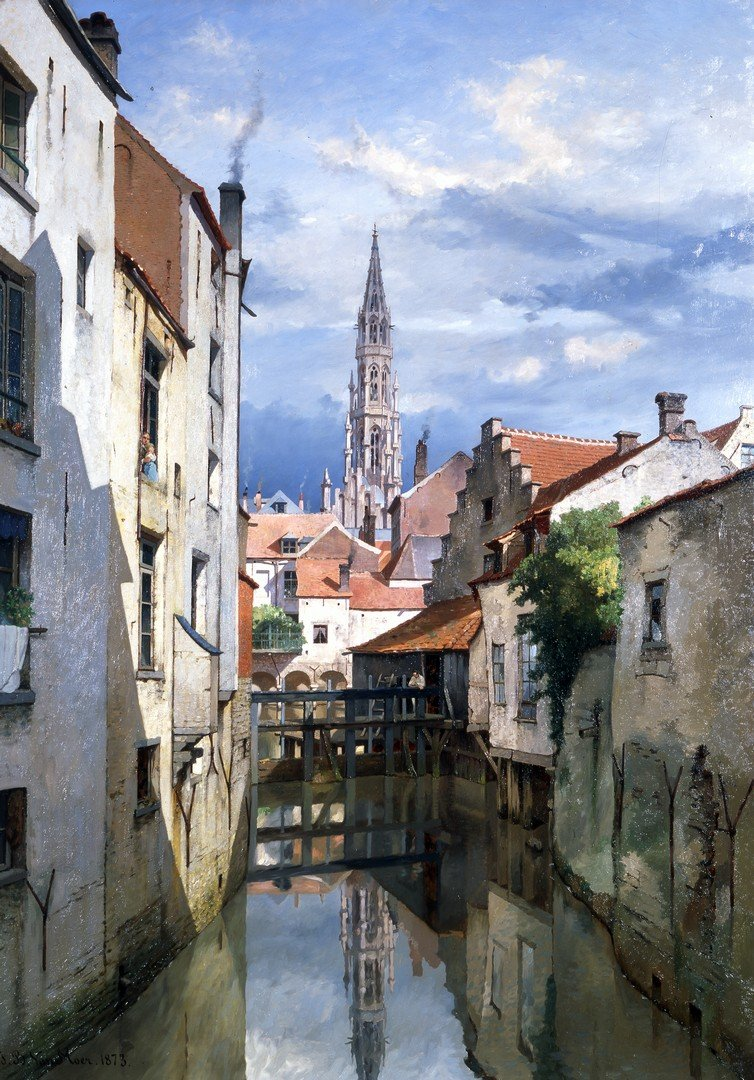
Rue Saint-Géry : Bras de la Senne et moulin de Ruyschmolen (1873).

Aux Musées royaux des beaux-arts de Belgique :
- Service funèbre de S.M. la Reine des Belges dans l'église de Laeken en 1850 (1850)
- Le baptistère de l'église Saint-Marc à Vénise (1860)
- Intérieur de l'église Santa Maria à Belem (1863)
- Bruxelles en 1868 (1872)

À l'hôtel de ville de Bruxelles :
- Vue de Bruxelles, prise à Saint-Géry (1873)
- Vue de Bruxelles : La Senne vue de la rue des Teinturiers (1873)
- Vue de Bruxelles : le pont de la Carpe près de Saint-Géry (1874)
- Le Marché Au Beurre ou des Récollets (1874)
- Vue de Bruxelles : La Senne prise depuis la rue des Pierres (1874)

Au Musée de la Ville de Bruxelles : 
- La Démolition du marché au beurre
- Le Moulin de la Barbe (1870)

Au Palais royal de Bruxelles :
- Venise, vue de la place Saint-Marc (1867)
- Venise, vue du Canal Grande (1867)
- Venise, vue de la cour intérieure du Palais des Doges (1867)
- Venise, vue du Canal Grande avec à l’arrière Santa Maria della Salute (1867)

Au Sénat :
- Le mausolée de Guillaume de Taciturne dans la Nieuwe Kerk à Delft (1859)
- Palais des Doges de Venise

Au Musée royal des beaux-arts d'Anvers :
- Vieux Bruxelles (1870)

Au Musée de l'art wallon de Liège :
- L'église Saint-Marc (1860)

Au Musée des beaux-arts de Tournai :
- Place Saint-Marc à Venise

Au Musée de Picardie à Amiens :
- Intérieur d'atelier (1853).

## Galerie

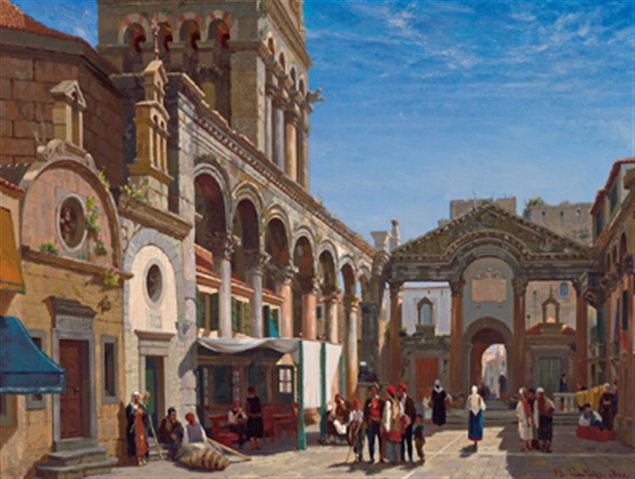
Vue de Split, Croatie (1860).
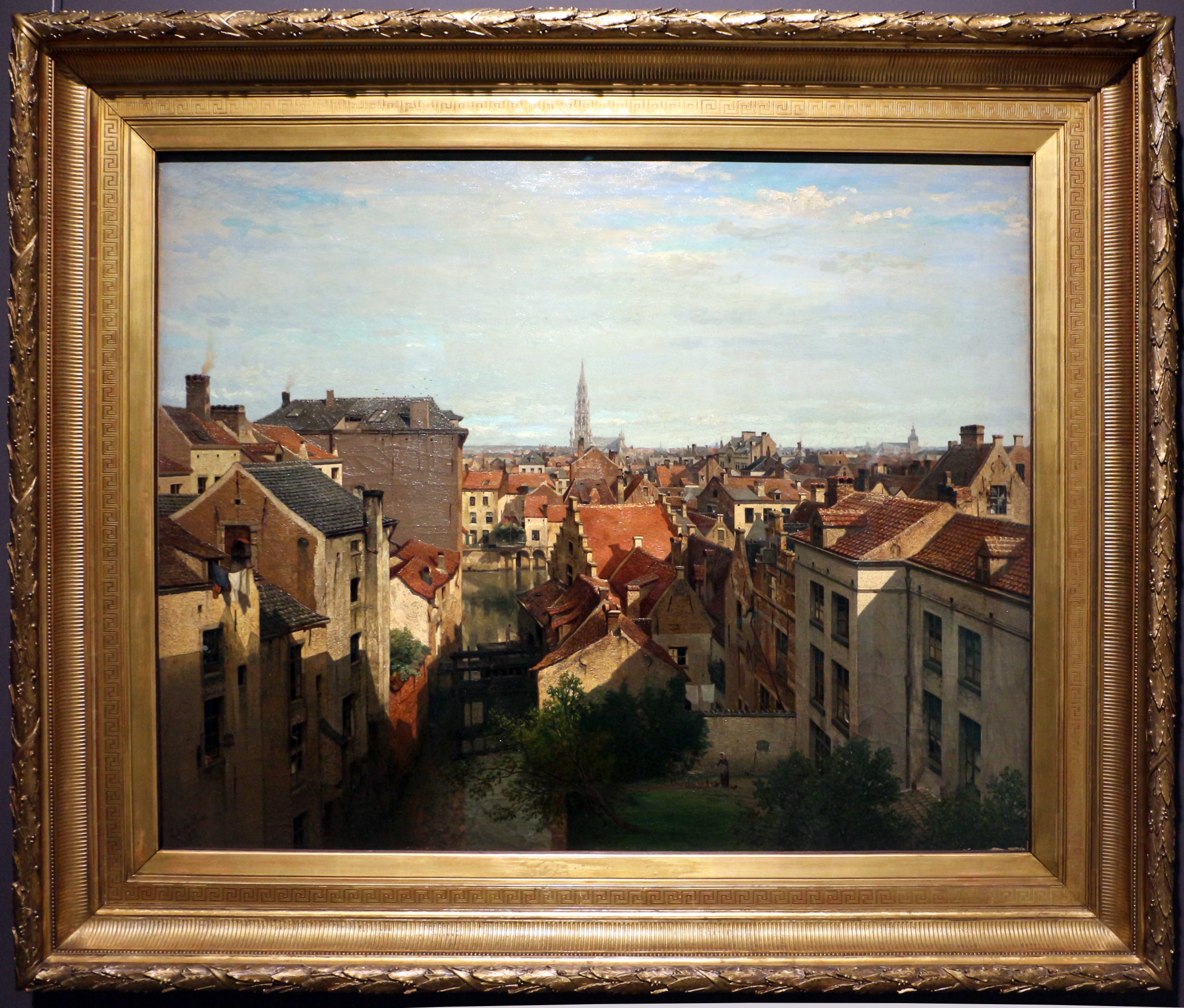
Bruxelles en 1868.
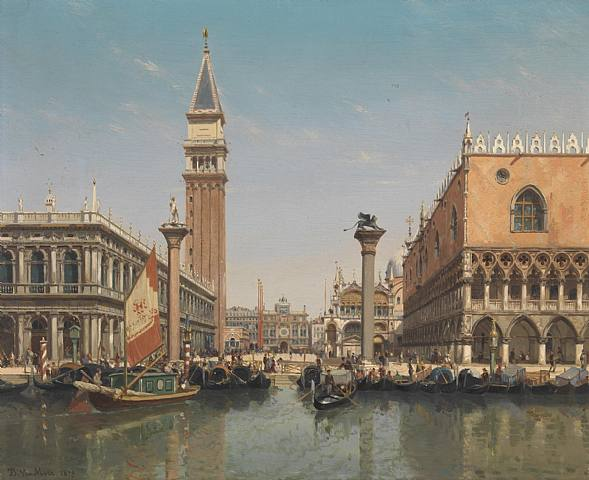
Place Saint-Marc (1879).
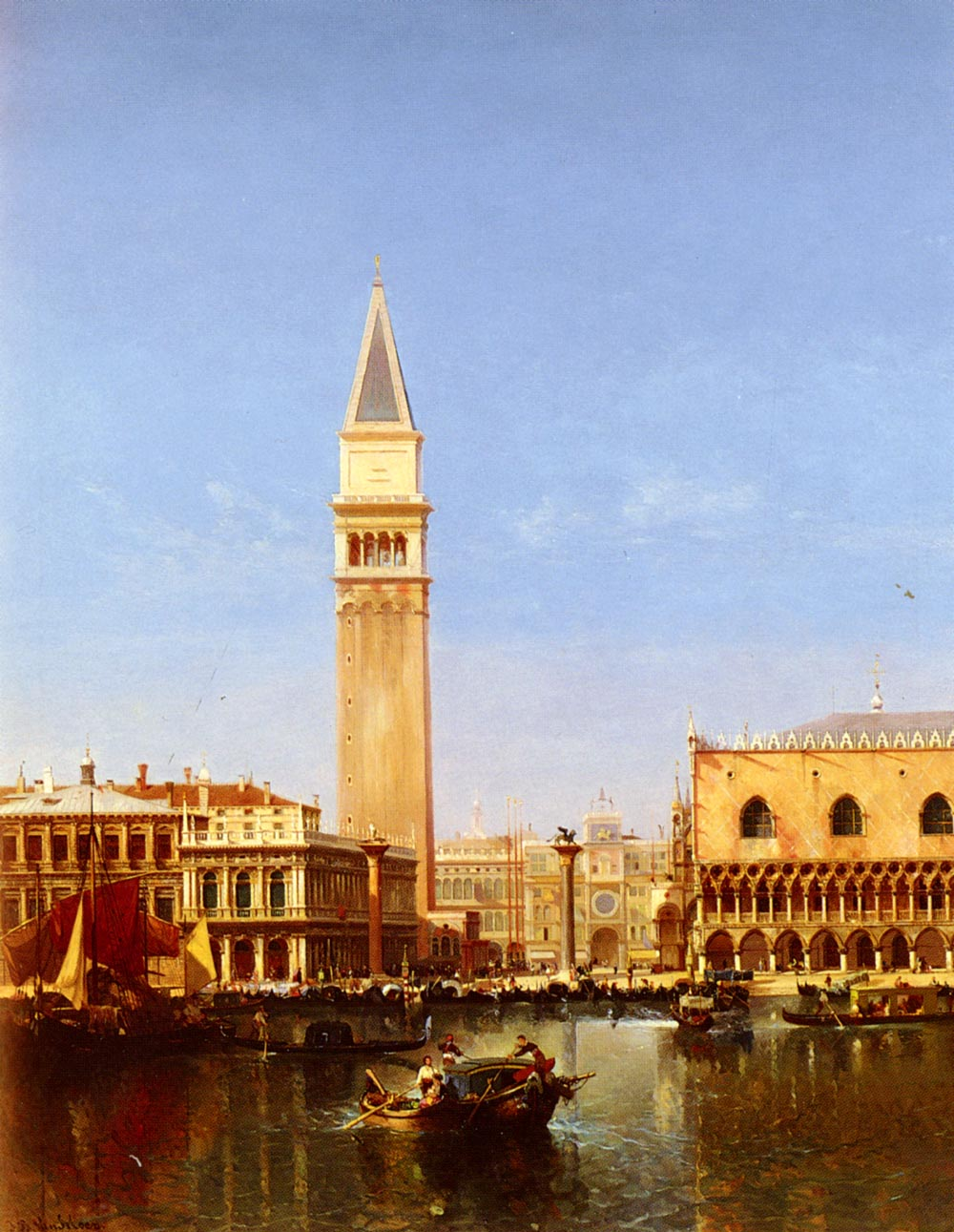
Le Grand Canal.
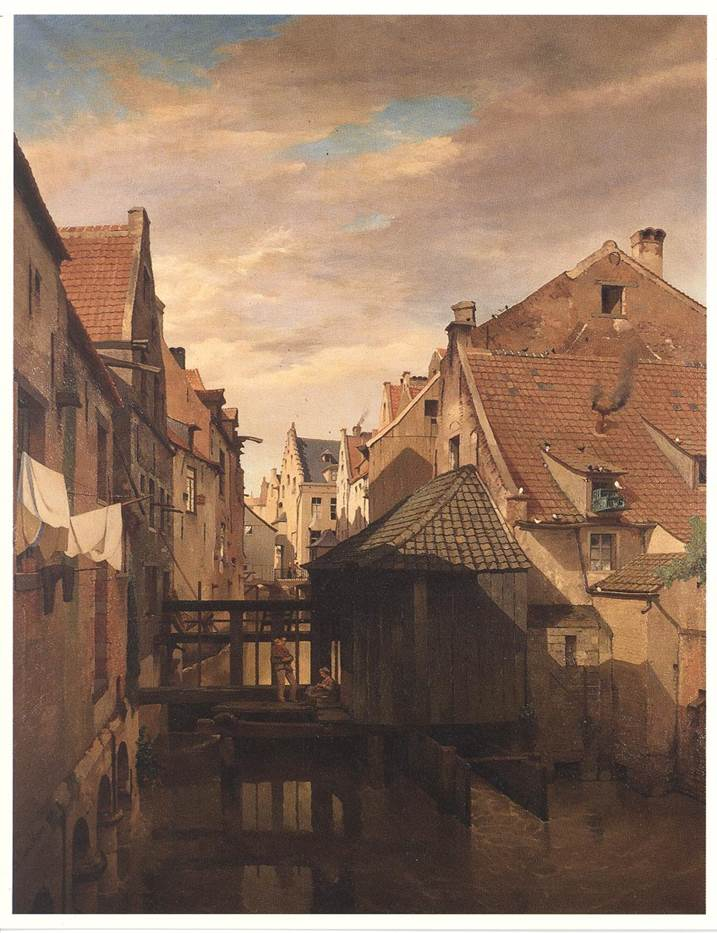
Vue depuis le cabaret Den Beer, en direction de la rue des Pierres (vers 1870).

## Hommages

### Odonyme
La rue Van Moer à Bruxelles est nommée d'après le peintre à l'occasion de la prolongation de la rue Ernest Allard jusqu'à la rue de la Régence, lors de la création, entre 1884 et 1888 du quartier de l'Astre, un ensemble urbanistique du rues en étoile.

### Domaine muséal
En 1885, lors de la dispersion des œuvres de la succession Van Moer, le bourgmestre Charles Buls, éminent défenseur du patrimoine culturel, fait procéder à l'achat par la ville de Bruxelles, pour la somme de 19 000 francs, 62 peintures à l'huile, 45 aquarelles et dessins, ainsi que 28 feuilles de croquis, souvenirs et vues de Bruxelles et des environs, et du canal de Willebroeck qui enrichissent encore actuellement les collections du musée de la Ville de Bruxelles.

## Phaléristique
Jean-Baptiste Van Moer est successivement :
- Chevalier de l'ordre de Léopold (14 décembre 1860) ;
- Officier de l'ordre de Léopold (9 novembre 1869)[17] ;
- Commandeur de l'ordre de Léopold (4 mai 1881)[18].